# 落羽松酮
落羽松酮是一种二萜类有机化合物，化学式C20H28O3，存在于落羽杉（Taxodium distichum）、迷迭香（Salvia rosmarinus）等植物中。